# Kylie Summer 2015
Kylie Summer 2015 – krótka europejska trasa koncertowa Kylie Minogue, która odbyła się latem 2015 r. Wszystkie koncerty stanowiły część rockowych festiwali.

## Program koncertów
Akt I:
1. "Breathe" (wstęp z telebimu wraz z fragmentem utworu "Better of the Devil You Know")
2. "Better the Devil You Know"
3. "In My Arms"
4. "In Your Eyes"
5. "Wow"

Akt II:
1. "Bauhaus Disco" (interludium)
2. "Step Back in Time"
3. "Spinning Around"
4. "Your Disco Need You"
5. "On a Night Like This"
6. "Bette Davis Eyes"
7. "Can't Get You Out of My Head"
8. "Slow"
9. "I Shold Be Lucky" (wersja acapella)
10. "The Locomotion"
11. "Kids"

Akt III:
1. "Get Outta My Way"
2. "Love at First Sight"
3. "Celebration"
4. "All the Lovers"

Bis:
1. "Into the Blue"

## Koncerty
1. 12 czerwca 2015 - Aalborg, Dania - Skovdalen
2. 19 czerwca 2015 - Suffolk, Anglia - Newmarket Racecourse
3. 20 czerwca 2015 - Merseyside, Anglia - Haydock Park Racecourse
4. 21 czerwca 2015 - Londyn, Anglia - Hyde Park
5. 16 lipca 2015 - Pori, Finlandia - Kirjurinluoto
6. 18 lipca 2015 - Gräfenhainichen, Niemcy - Ferropolis

## Dodatkowe informacje
Pierwotnie na 16 lipca planowany był koncert w Stambule w Turcji w parku Küçükçiftlik. Został odwołany z powodu zbyt małej sprzedaży biletów.

## Artyści supportujący Kylie Minogue
- Emilie Esther
- Grace Jones
- Chic z Nile Rodgersem.
- Mika
- Years & Years
- Foxes
- Ekkah
- Bright Light Bright Light
- Secaina Hudson
- Oscar & The Wolf
- Romans
- Wayne Shorter Quartet
- Stanley Clarke Band
- John Hiatt And The Combo
- Beth Hart
- Melissa Adana, Pablo Menares i Johen Rueckert
- Caro Emerald
- Candi Station
- Marius Neset
- Teddy's West Coasters
- Giorgio Moroder
- Kwabs
- Django Django
- Sven Vath